# Club Limoneros De Fútbol
Club Limoneros De Fútbol ist ein mexikanischer Fußballverein aus Martínez de la Torre im Bundesstaat Veracruz. Seinen Namen verdankt der Verein dem Spitznamen seiner Stadt, die auch als „Stadt der Limette“ bezeichnet wird.

## Geschichte
Der Verein wurde vor oder in 1980 gegründet, als seine Mannschaft erstmals in der seinerzeit noch drittklassigen Tercera División mitgewirkt hat.
Als zur Saison 1982/83 die neue drittklassige Segunda División 'B' ins Leben gerufen wurde, gehörten die Limoneros zu den Gründungsmitgliedern dieser Liga, in der sie bis zur Saison 1985/86 vertreten waren. 
Die Limoneros sorgten bereits in der Eröffnungssaison 1982/83 der neuen Liga für Furore, als sie zunächst die Vorrundengruppe gewannen und sich für die Endrunde qualifizierten. Am vorletzten Spieltag waren sie auch Tabellenführer in der Endrundengruppe, unterlagen aber im letzten Spiel beim Celaya FC. Dadurch gelang den UAT Correcaminos der Gruppensieg, der zum Aufstiegsfinale qualifizierte, wo sich die Correcaminos gegen den CD Uruapan durchsetzen konnten und fortan in der zweitklassigen Segunda División spielten. 
1983/84 gewannen die Limoneros noch einmal die Vorrundengruppe und scheiterten in der Endrunde erneut als Gruppenzweiter. Diesmal hinter Santos Laguna, denen ebenfalls der Aufstieg in die zweite Liga gelang.
Auch 1984/85 konnten die Limoneros die Vorrundengruppe gewinnen, scheiterten in der Endrundengruppe aber mit nur einem Remis und 5 Niederlagen aus 6 Spielen.
Nachdem 1985/86 trotz einer positiven Bilanz (mit 16 Siegen und jeweils 10 Niederlagen und Remis) die Qualifikation für die Endrunde verpasst wurde, veräußerte der Verein seine Lizenz an den CD Teziutlán und spielte fortan nicht mehr drittklassig.